# Гош (станция метро)
Гош (фр. Hoche) — станция линии 5 Парижского метрополитена, расположенная в коммуне Пантен. Названа по одноимённой улице коммуны (фр. Rue Hoche), названной в честь французского генерала-республиканца Луи Лазара Гоша, в память о котором в витрине на одной из станционных платформ размещён его бюст. 

## История
- Станция открылась 12 октября 1942 года в составе пускового участка Гар-дю-Нор — Эглиз-де-Пантен, заменившего собой юго-западную дугу линии, перешедшую в состав линии 6.
- Пассажиропоток по станции по входу в 2011 году, по данным RATP, составил 5 217 935 человек[2]. В 2013 году этот показатель снизился до 5 046 958 пассажиров (84 место по уровню входного пассажиропотока в Парижском метро)[3].

## Галерея

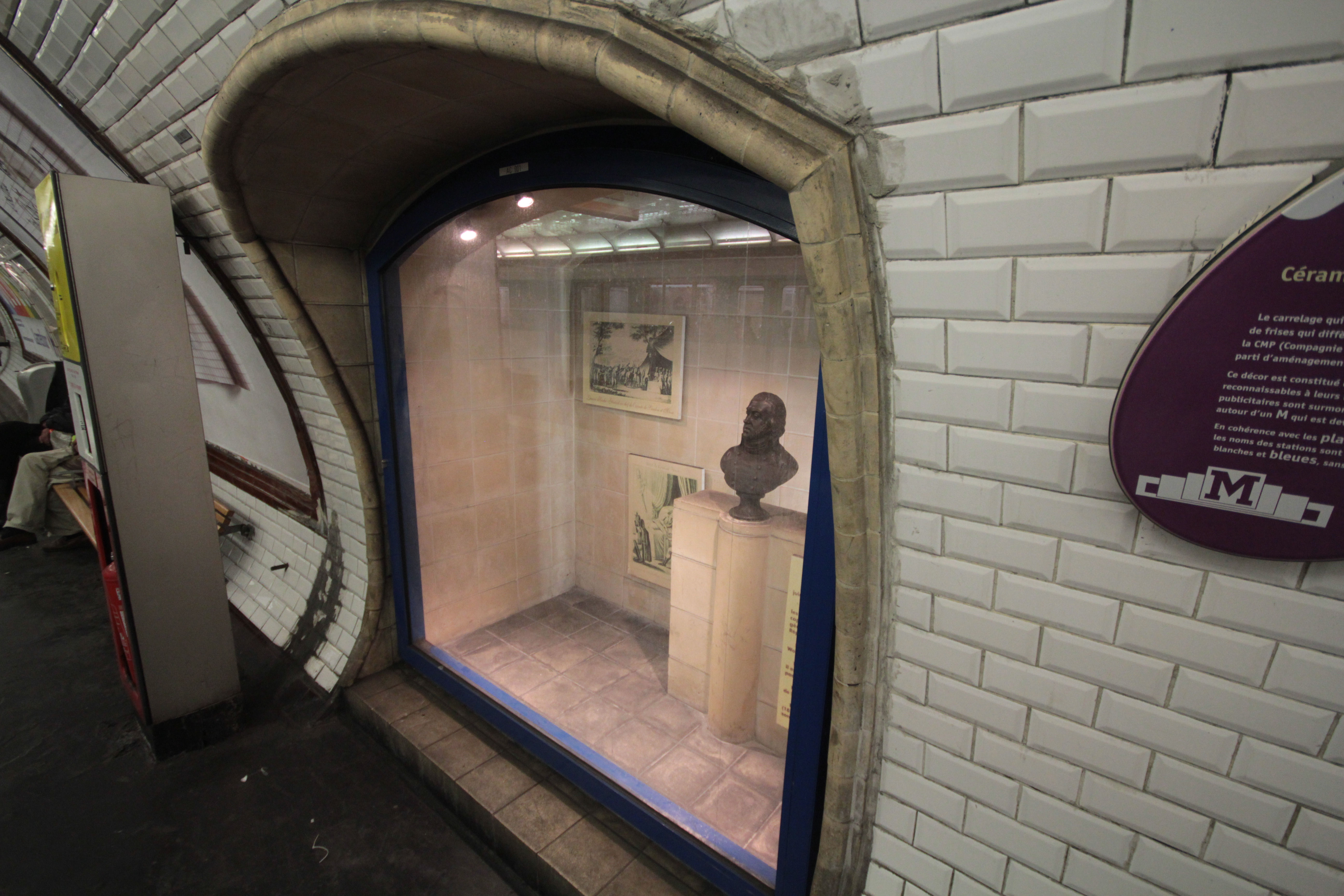
Бюст Луи Лазара Гоша на платформе в сторону Бобиньи — Пабло Пикассо